# گریندلتون
گریندلتون (به انگلیسی: Grindleton) یک روستا و محله مدنی در بریتانیا است که در Ribble Valley واقع شده‌است. گریندلتون ۷۷۲ نفر جمعیت دارد.